# 杜超
杜超（生年不詳-444年），字祖仁，魏郡邺县（今河北省邯郸市临漳县）人，北魏的外戚，密皇后之兄。

## 經歷
少有節操。泰常年間，為相州別駕。奉使京師（平城），時以法禁不得與后通問。
始光年間，接受陽平公的爵位，尚南安長公主，拜駙馬都尉，位大鴻臚卿。太武帝的車駕數幸其第，賞賜巨萬。
430年（神䴥3年）7月，以超假節、都督冀定相三州諸軍事、行征南大將軍、太宰，進爵為陽平王，駐屯於鄴；追加超父豹鎮東大將軍、陽平景王，母曰鉅鹿惠君。
430年（神䴥3年）10月，撃破南朝宋的王蟠龍軍隊。
439年（太延5年），北魏太武帝親征北涼。杜超率領平涼、鄜城等地的部隊前往助攻。
444年（太平真君5年）4月，被其帳下部屬所殺害。北魏太武帝臨其喪，哀慟者久之，諡號曰威王。

## 家庭

### 父
- 杜豹，去世在濮阳，杜铨与杜超子杜道生送杜豹丧柩，致葬邺南。追加镇东大将军、阳平景王。杜超母为钜鹿惠君

### 子女
- 長子：杜道生，賜爵城陽侯。後為秦州刺史，進爵河東公。
- 子：杜鳳皇，杜道生之弟。襲杜超之爵位，加侍中、特進。世祖追思超不已，欲以鳳皇為定州刺史，鳳皇不願違離闕庭，乃止。
- 子：杜道儁，杜鳳皇之弟。賜爵發干侯，鎮枋頭，除兗州刺史。

### 兄弟
從弟：杜遺，其兄杜超薨後，復授侍中、安南將軍、開府、相州刺史。入為內都大官，進爵廣平王。杜遺個性忠厚，頻歷州郡，所在著稱。薨，贈太傅，諡曰宣王。

## 延伸阅读
[在维基数据编辑]
 《魏書/卷83上》，出自魏收《魏书》